# 昆都力哈
昆都力哈（1510年—1572年），明末漠南蒙古右翼永谢布万户喀喇沁部领主，達延汗之孫，巴爾斯博羅特之第四子，衮必里克墨尔根、俺答汗的弟弟，又作老把都、巴都儿、巴雅斯哈勒昆都楞。名巴雅斯哈勒（Байсахал），“昆都力哈”为其称号（即“昆都仑汗”）。

## 生平
察哈尔部东迁潢河，他占领察哈尔部原地，即张家口东北边外到独石口以北，拥兵三万。1551年与明朝在新开口堡互市。1571年明朝封为都督同知。明朝在张家口设马市与他贸易。俺答汗请明朝封他为王，未成，次年去世。

## 子孙
- 摆三勿儿威正台吉，其子白洪大台吉
- 青把都儿台吉
- 哈不慎台吉
- 满五索
- 满五大